# Kryptopterus
Genre
Le genre Kryptopterus regroupe plusieurs espèces de poissons asiatiques de la famille des Siluridés. Ils se reconnaissent à leur corps transparent et à une poche contenant leurs organes, située à l'arrière de la tête.

## Liste des espèces
- Kryptopterus apogon (Bleeker, 1851)
- Kryptopterus baramensis (Ng, 2002)
- Kryptopterus bicirrhis (Valenciennes, 1840)
- Kryptopterus cheveyi (Durand, 1940)
- Kryptopterus dissitus (Ng, 2001)
- Kryptopterus geminus (Ng, 2003)
- Kryptopterus hesperius (Ng, 2002)
- Kryptopterus lais  (Bleeker, 1851)
- Kryptopterus limpok (Bleeker, 1852)
- Kryptopterus lumholtzi (Rendahl, 1922)
- Kryptopterus macrocephalus (Bleeker, 1858)
- Kryptopterus minor Roberts, 1989
- Kryptopterus mononema (Bleeker, 1847)
- Kryptopterus moorei (Smith, 1945)
- Kryptopterus palembangensis (Bleeker, 1852)
- Kryptopterus paraschilbeides (Ng, 2003)
- Kryptopterus parvanalis (Inger & Chin, 1959)
- Kryptopterus piperatus (Ng, Wirjoatmodjo & Hadiaty, 2004)
- Kryptopterus platypogon (Ng, 2004)
- Kryptopterus schilbeides (Bleeker, 1858)